# アトランティスのこころ
『アトランティスのこころ』（原題: Hearts in Atlantis）はアメリカの作家スティーヴン・キングが1999年に発表した小説である。本作は5つの中短編より構成され、登場人物、場所、出来事などが密接に絡み合い、時系列上に進行してゆく。
本作は（キング自身も属する）ベビーブーマー世代のアメリカ人の人生について書かれている。
本作は2001年に映画化された。

## 1960年 黄色いコートの下衆男たち
作品中もっとも長い第一部「黄色いコートの下衆男たち」は、1960年を舞台として、少年ボビー・ガーフィールドを軸に展開する。ボビー少年はコネティカットのハーウィックで、自己中心的な母親リズと二人で生活している。彼は自転車を欲しがっているが、リズはそんなお金はないと言いながら、自分では新しい服を次々と買っている。ボビーの11歳の誕生日に、リズは誕生日カードに挟んで成人用の図書館カードをプレゼントする。このときはまだボビーは、自分の母親が仕事場の上司ドン・バイダマンに性的な関係を強いられていることに気づいていない。ボビーはこの時期を、二人の親友、ジョン・サリー・サリバンとキャロル・ギャーバーと一緒に過ごしている。
初老の紳士テッド・ブローティガンが、ボビーと母親の住むアパートの2階上に引っ越してくる。母親リズはテッドをあからさまに嫌うが、ボビーは違った。テッドはボビーと本の話をして過ごし、彼に「蠅の王」を渡す。この本はボビーに大きな影響を与える。母親リズは、テッドがボビーに性的虐待をするのではないかと言って不安がるのだが、その不安は自分が息子をおざなりに扱っていることへの自責やらとないまぜになっている。ボビーはそういう複雑な状況を理解してはいるものの、うまく言葉では表現することができず、母親とテッドを引き合わせないことで事なきをえる。テッドが自分を一人の大人として扱うことは、ボビーに新鮮な驚きを与える。テッドは最近目が悪くなってきたと言って、新聞を毎日読み聞かせてくれればお金を払うとボビーに持ちかける。そのうちにボビーは、テッドがたびたび瞑想状態に陥るのを目にし、やがてテッドが超能力を持っていることに気づいてしまう。
物語はボビーとテッドが交流を深めていく様子、子供たちの夏の帰らぬ日々、そして怖れと成長を描く。
本作はキングのライフワークでもある『ダーク・タワー』シリーズとも密接な関連を持つ。

## 1983年 盲のウィリー
収録作とは大幅に異なる初期バージョンがアンタイオス誌に掲載されている(1994)。

## 映画
2001年公開。原作の「1960年 黄色いコートの下衆男たち」、「1999年 天国のような夜が降ってくる」をメインプロットに用いている。主人公のボビーは原作とは異なり、カメラマンになっている。また、『ダーク・タワー』に繋がる要素は全面的にカットされており、物語は作品の中で完結する。本編約101分。米国ではMPAAによりRG-13（年齢制限はないが13歳未満の入場には保護者の厳重な注意が必要）の指定がかかっている。
この映画は、公開の数か月前に心臓発作で亡くなった撮影監督ピョートル・ソボチンスキーに捧げられた。

### キャスト
※括弧内は日本語吹替
- テッド・プローディガン - アンソニー・ホプキンス（阪脩）
- ボビー・ガーフィールド（少年時代） - アントン・イェルチン（田野恵）
- ボビー・ガーフィールド（大人時代） - デヴィッド・モース（土師孝也）
- リズ・ガーフィールド - ホープ・デイヴィス（藤貴子）
- キャロル・ガーバー、モリー - ミカ・ブーレム（川上とも子）
- モンティ・マン - アラン・テュディック
- レン・ファイルズ - トム・バウアー
- アレイナ・ファイルズ - セリア・ウェストン（藤生聖子）
- ドン・ビーダーマン - アダム・ルフェーヴル
- ジョン・サリヴァン（サリー＝ジョン） - ウィル・ロスハー（英語版）（斎賀みつき）
- ハリー・ドゥーリン - ティモシー・レイフシュナイダー（英語版）
- ガーバー夫人 - ディードル・オコンネル（英語版）（吉田美保）

### スタッフ
- 原作：スティーヴン・キング
- 製作：ケリー・ヘイセン
- 監督：スコット・ヒックス
- 脚本：ウィリアム・ゴールドマン
- 音楽：マイケル・ダナ
- 撮影：ピョートル・ソボチンスキー、アレン・ダヴィオー[1]、エマニュエル・ルベツキ[1]
- 製作総指揮：ブルース・バーマン、マイケル・フリン